# 布拉德伯里 (亞利桑那州)
布拉德伯里（英語：Bradberry）是位於美國亞利桑那州科奇斯縣的一個非建制地區。該地的面積和人口皆未知。

## 地理
布拉德伯里的座標為32°24′37″N 110°18′45″W / 32.41028°N 110.31250°W，而該地的平均海拔高度為1230米（即4035英尺）。